# Menophra coffearia
Menophra coffearia là một loài bướm đêm trong họ Geometridae.